# Кліпічешть
Кліпічешть, Кліпічешті (рум. Clipicești) — село у повіті Вранча в Румунії. Входить до складу комуни Цифешть.
Село розташоване на відстані 177 км на північний схід від Бухареста, 24 км на північний захід від Фокшан, 147 км на південь від Ясс, 93 км на північний захід від Галаца, 112 км на схід від Брашова.

## Населення
За даними перепису населення 2002 року у селі проживали 543 особи, усі — румуни. Усі жителі села рідною мовою назвали румунську.